# Lorenzo Lotti
Pour les articles homonymes, voir Lotti.
Lorenzo Lotti, né Lorenzo di Lodovico di Guglielmo dit Lorenzetto (Florence  1490 – Rome 1541) est un orfèvre, sculpteur et architecte florentin. Il fut l'élève de Raphaël et de Verrocchio et l'époux de la sœur du peintre Giulio Romano. Giorgio Vasari lui consacre un chapitre dans ses Vies des meilleurs peintres, sculpteurs et architectes.

## Biographie
Dans sa jeunesse, il acheva le tombeau du cardinal Niccolò Forteguerri à l'église Saint-Jacques de Pistoia, commencé par Verrocchio. Il se rendit ensuite à Rome où il rencontra Raphaël, qui lui confia la décoration sculptée de la chapelle Chigi dans l'église Sainte-Marie-du-Peuple ; il y réalisa des statues d'Élie et de Jonas, auquel il donna les traits de l'Antinoüs du Capitole. Clément VII lui commanda une statue de saint Pierre pour l'entrée du pont Saint-Ange. Comme architecte, il réalisa le palais Caffarelli et les jardins du palais du cardinal della Valle. Il dirigea également, à la demande de Sangallo le Jeune, une partie du chantier de la basilique Saint-Pierre.

## Œuvres
Il existe au musée l'Ermitage de Saint-Pétersbourg un marbre intitulé "Boy on a dolphin" issu de Lyde Browne collection 1785.